# Eberdorf (Gemeinde St. Veit an der Glan)
Eberdorf ist eine Ortschaft in der Gemeinde Sankt Veit an der Glan im Bezirk Sankt Veit an der Glan in Kärnten, in Österreich. Die Ortschaft hat 4 Einwohner (Stand 1. Jänner 2024). Sie liegt auf dem Gebiet der Katastralgemeinde Projern.

## Lage
Die Ortschaft liegt im Glantaler Bergland im Süden des Bezirks Sankt Veit, nordwestlich des Ulrichsbergs, westlich von Karnberg.

## Geschichte
Zunächst in der Steuergemeinde St. Peter am Karlsberg liegend, gehörte der Ort in der ersten Hälfte des 19. Jahrhunderts zum Steuerbezirk Karlsberg. Bei Bildung der Ortsgemeinden im Zuge der Reformen nach der Revolution 1848/49 kam Eberdorf an die Gemeinde St. Peter am Bichl im Bezirk Klagenfurt-Land. Per 1. Jänner 1973 wurden die Katastralgemeinde-, Gemeinde- und Bezirksgrenzen geändert; Eberdorf liegt seither in der Katastralgemeinde Projern und gehört zur Gemeinde Sankt Veit an der Glan im Bezirk Sankt Veit an der Glan.

## Bevölkerungsentwicklung
Für die Ortschaft ermittelte man folgende Einwohnerzahlen:
- 1869: 3 Häuser, 23 Einwohner[3]
- 1880: 3 Häuser, 34 Einwohner[4]
- 1910: 3 Häuser, 22 Einwohner[5]
- 1961: 1 Haus, 7 Einwohner[6]
- 2001: 3 Gebäude (davon 1 mit Hauptwohnsitz) mit 5 Wohnungen; 10 Einwohner und 0 Nebenwohnsitzfälle; 2 Haushalte; 0 Arbeitsstätten, 1 land- und forstwirtschaftlicher Betrieb[7]
- 2011: 3 Gebäude, 4 Einwohner, 1 Haushalt, 0 Arbeitsstätten[8]
- 2021: 3 Gebäude, 4 Einwohner, 2 Haushalte, 2 Arbeitsstätten[9]

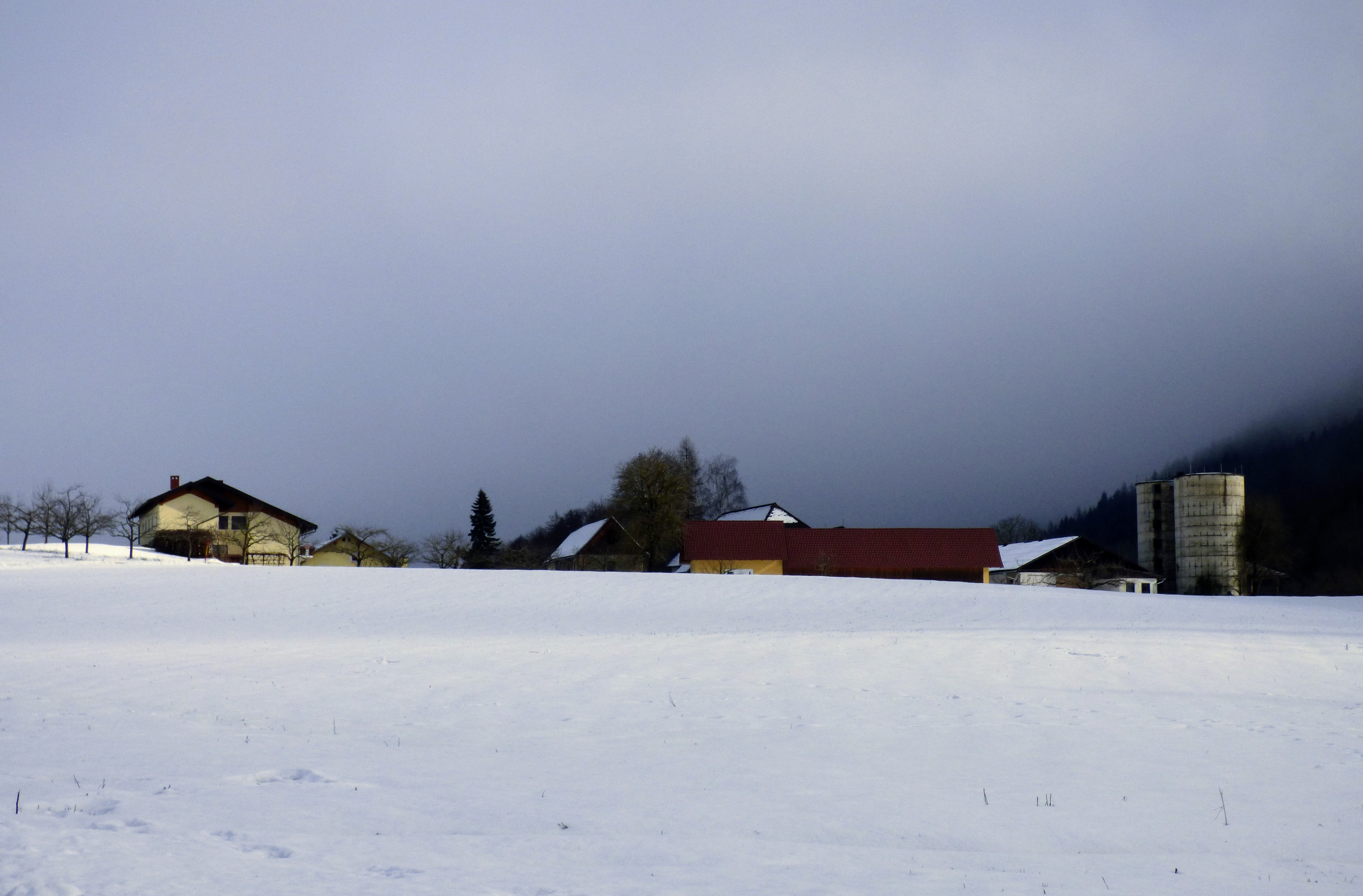
Eberdorf, Ansicht von Westen
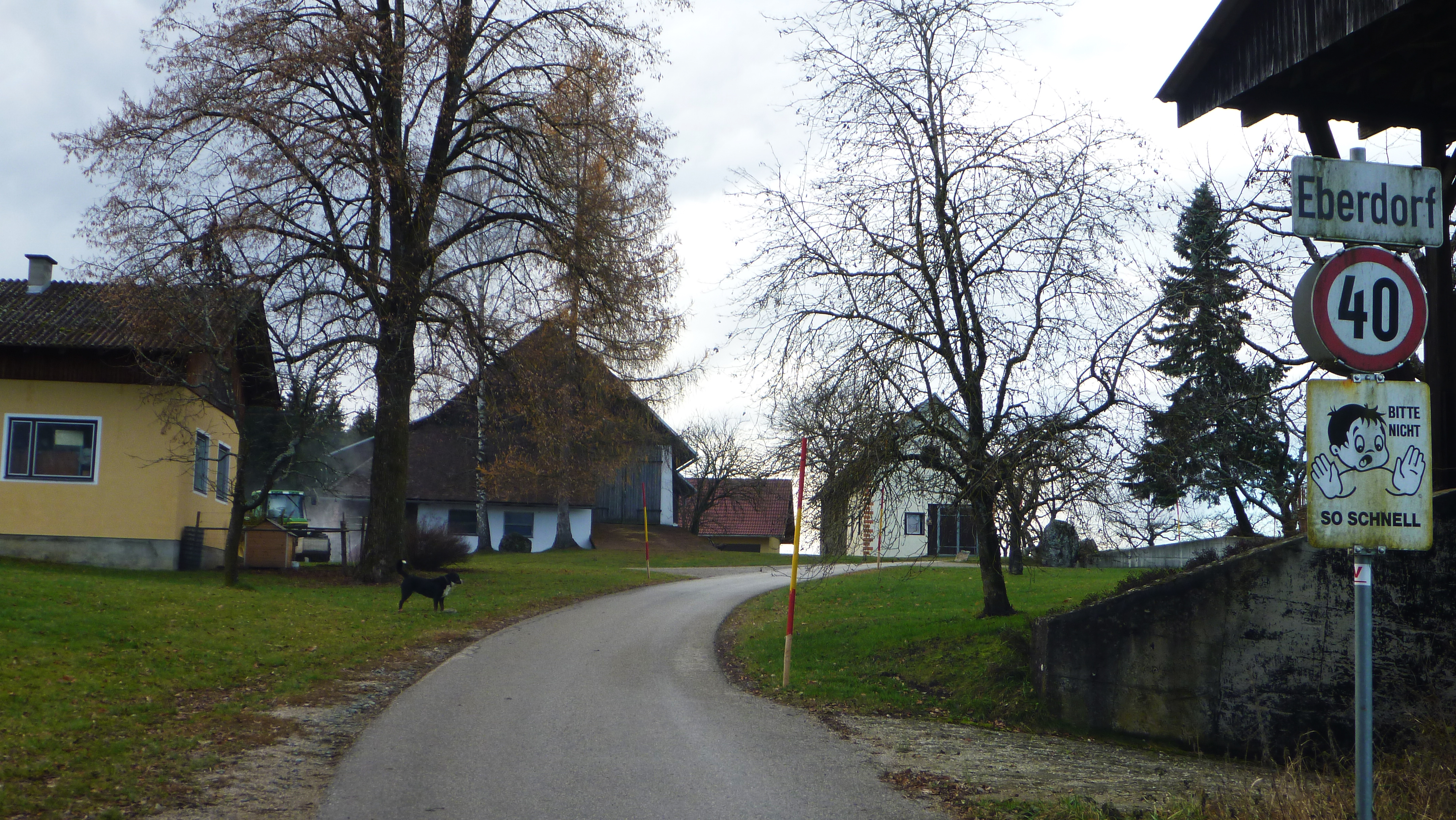
Eberdorf, Ortsdurchfahrt
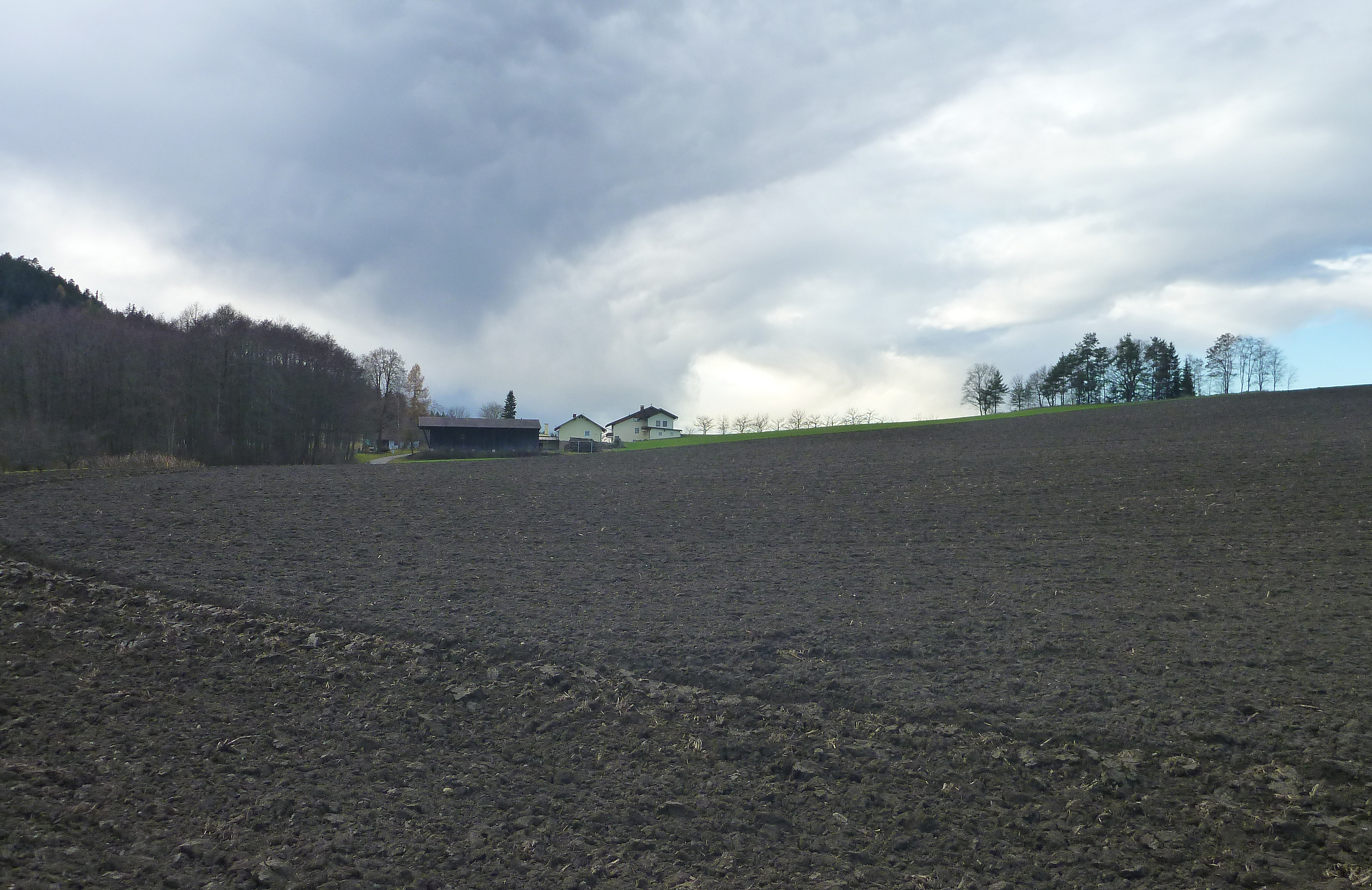
Eberdorf, Ansicht von Osten